# 大和田久兵衛
大和田 久兵衛（おおわだ きゅうべえ、旧姓・大西、1872年1月29日〈明治4年12月20日〉 - 没年不明）は、日本の醸造家、実業家。族籍は福井県平民。

## 経歴
福井県平民・大西萬蔵の二男。1891年、先代久兵衛の養子となった。1894年、家督を相続し久兵衛を襲名した。醤油醸造業を営んだ。
大和田銀行常務取締役、同理事兼調査部長、大和田貯蓄銀行、大和田炭鉱、日本亜鉛各監査役、敦賀商業会議所副会頭、同常議員などをつとめた。

## 人物
地方名望家であった。住所は福井県敦賀郡敦賀町旭（現・敦賀市）。

## 家族・親族
大和田家
- 養父・久兵衛[8]
- 弟・與吉（1890年 - ?、福井、杉田源助の養子）[8]
- 妻・てる（1878年 - ?、福井、大和田荘太郎の長女）[8]
- 男・正祐（1908年 - ?）[1]
- 二女・静（1895年 - ?、福井、大西萬三の妻）[8]
- 三女・フジ（1900年 - ?、大分、上ノ畑悌二の妻）[8][9]
- 四女・寿満（1903年 - ?、石川、武部弘成の妻）[8]
- 五女・喜美子（1905年 - ?、千葉、丸才司の妻）[8]
- 六女（1913年 - ?）[1]

親戚
- 大和田悌二（官僚、日本曹達社長）[9]
- 丸才司（検事）[5]
- 若宮貞夫（官僚、衆議院議員）[7][10] - 若宮の妻は大和田荘太郎の二女で[10]、大和田久兵衛の妻は大和田荘太郎の長女であるから妻同士が姉妹の関係である[8][10]。